# Damien Costanzo
Pour les articles homonymes, voir Costanzo.
Pas d'image ? Cliquez ici

a Compétitions nationales et continentales officielles uniquement.

Dernière mise à jour le 20 novembre 2021.
Damien Costanzo, né le 8 janvier 1983, est un joueur français de rugby à XV évoluant au poste de troisième ligne aile. 

## Biographie
Damien Costanzo vient de Cahors. À 17 ans, il veut tenter sa chance dans un club de l'élite et rejoint le centre de formation de Castres. Il quitte Castres pour rejoindre Agen et fait ses débuts en équipe première en Top 16 lors de la saison 2003-2004. Après trois années en élite (Top 16 ou Top 14), il est recruté par la Section paloise (Pro D2), club où il joue régulièrement, alignant plus de vingt matchs en Pro D2 par saison.

## Carrière
- 2000-2003 : Castres olympique
- 2003-2006 : SU Agen (Top 16/14)
- 2006-2009 : Section paloise (Pro D2)
- 2009-2010 : CA Lannemezan (Pro D2)
- 2010-2015 : CA Périgueux (Fédérale 1)
- 2017 - 2023 : Rugby club bassin d'Arcachon (Fédérale 1)
- 2023 -      usan (Fédérale 3)